# Les Thimmig
Leslie „Les“ Thimmig (* 19. März 1943 in Santa Maria, Kalifornien; † 28. April 2024) war ein US-amerikanischer Musiker (Saxophon, Klarinette, Komposition) und Hochschullehrer, der sich sowohl im Jazz als auch in der Klassischen Musik betätigte.

## Leben und Wirken
Thimmig wuchs in Joliet, Illinois, auf, wo er als Teenager in Jazzclubs Saxophon spielte. Er schloss sein Studium an der Eastman School of Music mit einem Bachelor of Music in Komposition ab und erwarb Masterabschluss  und Promotion in Komposition an der Yale University. Anschließend unterrichtete er Musiktheorie in Yale, bevor er an die Fakultät der University of Victoria, British Columbia, wechselte, um dort die Abteilung für Komposition/Theorie zu leiten. 1971 wechselte Thimmig an die Musikfakultät der University of Wisconsin–Madison, um das Kompositionsprogramm zu leiten. Später fügte er seinem Lehrplan auch Holzbläser- und Jazzstudien hinzu.
Daneben war Thimmig ein international bekannter Solist und Komponist. Seine Kompositionen wurden in Nord- und Südamerika, Europa und Afrika aufgeführt und sein Auftragswerk für die Da Capo Chamber Players wurde in der New Yorker Carnegie Hall uraufgeführt. Zu seiner Jazzkarriere gehörten Auftritte mit den Orchestern von Woody Herman, Lionel Hampton, Oliver Nelson und Duke Ellington. Von den 1970er- bis in die 2000er-Jahre nahm er an Treffen in den Catskill Mountains mit prominenten Bandleadern teil.
Weiterhin trat Thimmig im Thimmig-Johnson Duo (Madison), mit Present Music (Milwaukee), dem Adam Unsworth Ensemble (Ann Arbor), der New Sousa Band (San Francisco) und dem Chicago Clarinet Ensemble auf. Zu seinen zahlreichen Auftritten als Solist zählen jene mit Parnassus, dem New England Conservatory Chamber Orchestra, Boston Musica Viva, Dayton Symphony, Milwaukee Symphony, Orquesta Nacional de Venezuela und dem New York Philharmonic. Er war Leiter der Les Thimmig 7, die ausschließlich seine Kompositionen aufführte. Thimmig arbeitete mit dem UW Jazz Ensemble der Universität; zuletzt leitete er die Jazz Composers Group, eines von mehreren Jazz-Ensembles an der Hochschule für Musik. Manchmal auch „Labor“ genannt, war es ein Ort, an dem Jazzstudenten unter Thimmigs Anleitung experimentieren konnten. Mit einer Grundbibliothek von Thimmigs Werken konzentrierte sich die Gruppe jedes Semester auf das Komponieren. Nach seiner Emeritierung war er 2009 Artist in Residence an der Escola da Musica do Estado de Sao Paulo.
Im Rahmen seiner Tätigkeit an der Hochschule wirkte er außerdem als Musikproduzent; so betreute er u. a. für Innova Recordings Aufnahmen der Werke von Milton Babbitt, Leoš Janáček, David Borden, Donald Martino, Hans Sturm und Adam Unsworth. Im Bereich des Jazz war er laut Tom Lord zwischen 1992 und 2015 an sechs Aufnahmesessions beteiligt, u. a. mit The Jazz Members Big Band of Chicago, dem Erica Mather Trio und zuletzt mit Johannes Wallmann & Sweet Minute Big Band.

## Diskographische Hinweise
- The Jazz Members Big Band of Chicago: Diggin’ In (1991)
- Hans Sturm: Fireflight – Sun Suite (Innova, um 2000)
- Adam Unsworth: Excerpt This! (2006)
- All the Marbles: The Jazz Compositions of Les Thimmig (University of Wisconsin-Madison School of Music, 2008)
- Solo (University of Wisconsin-Madison School of Music, 2009)
- Les Thimmig, The Composers String Quartet: Profiles: I (2010)